# Pimpla rufipes
Pimpla rufipes là một loài tò vò trong họ Ichneumonidae.